# Növényföldrajz

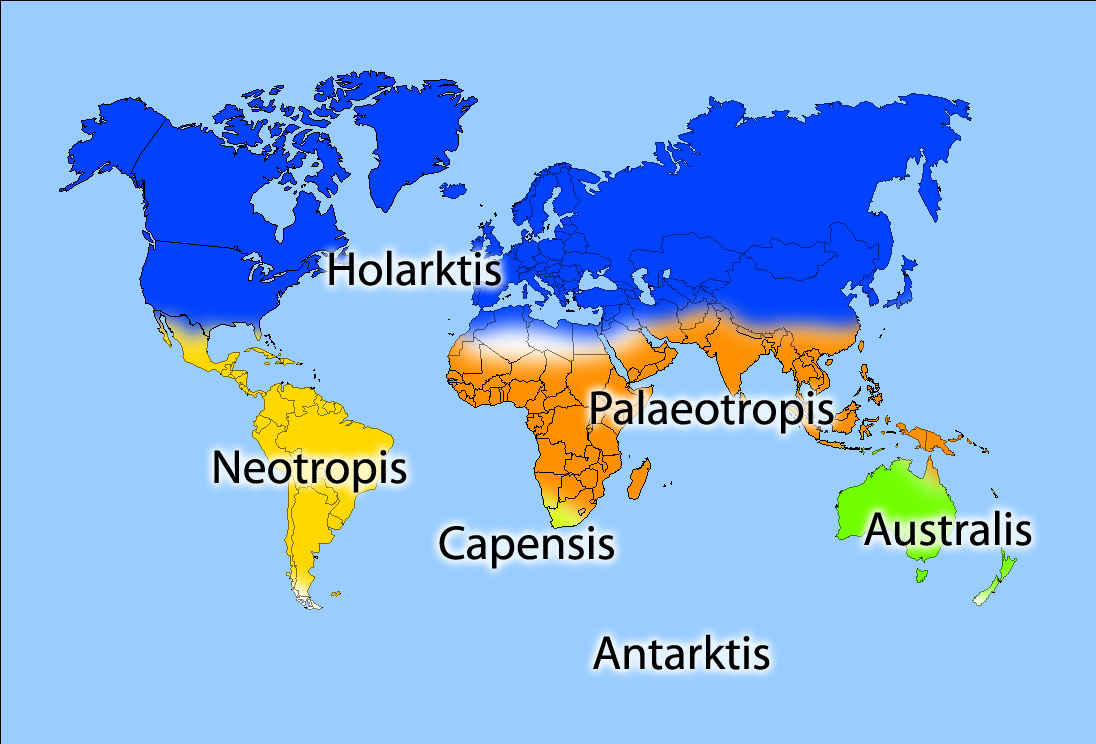
A főbb florisztikai régiók

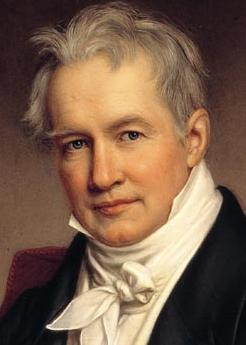
Alexander von Humboldt, a növényföldrajz úttörője

A növényföldrajz (geobotanika, fitogeográfia) a növényfajok és növényzeti típusok földrajzi elterjedésével foglalkozó tudományág, a botanika és a természeti földrajz határterülete és egyúttal az életföldrajz (biogeográfia) résztudománya, illetve az ökológia társtudománya. A földrajz mellett kapcsolatban áll például a geológia, az éghajlattan és a matematikai statisztika tudományával is.
- Megkísérli feltárni és értelmezni a biológiai diverzitás mintázatait.
- Vizsgálja az egyes növények (és rendszertani egységeik) egykori és mostani megoszlását a Földön.
- Meghatározza azt, hogy az egyes növénytípusok (taxonok, élet- vagy növekedési formák) milyen gyakran és hol fordultak, fordulnak elő.

Ennek megfelelően három alapvető folyamata:
- az evolúció,
- a kihalás és
- a szétterjedés.

A tudományos növényföldrajz megteremtője Alexander von Humboldt, aki leírta és összehasonlította a Föld növénytakarójának alaptípusait (formációit).

## Fontosabb részterületei
I. Florisztika:
- felsorolja az egyes fajok lelőhelyeit,
- elemzi az egyes területek flórájának összetételét

II. Fiziognómiai növényföldrajz:
- leírja a Föld egyes területeinek vegetációját (növénytakaróját),
- kis léptékben (a növényformációk és -formációcsoportok szintjéig) jellemzi a vegetációt.

Egy meglehetősen általánosan elfogadott felosztás szerint a Földön az alábbi növényzeti öveket és formációcsoportokat különböztetjük meg:
A WWF az ezredfordulón kidolgozott rendszere, amelyet alapvetően a hagyományos növény- és állatföldrajzi beosztás egyesítésének tekinthetünk, a Föld szárazföldeit hét nagy nagy birodalomra osztja (zárójelben a hagyományos növényföldrajzi beosztás flórabirodalmaival, illetve flóraterületeivel):
- Nearktisz (nearktikus flóraterület),
- Palearktisz (palearktikus flóraterület),
- Neotropisz (újvilági trópusok flórabirodalma,
- Afrotropisz (óvilági trópusok flórabirodalma a hagyományosan ide sorolt keleti flóraterület nélkül),
- Indo-Maláj birodalom (indo-maláj flórabirodalom, amelyet korábban az Afrotropisz keleti flóraterületének tekintettek)
- Óceánia (ausztrál flórabirodalom) és
- Antarktika (antarktikus flórabirodalom).[2]

Ebben a rendszerben tehát nem önálló egység a hagyományos felosztás szerinti fokföldi flórabirodalom (Capensis), viszont az északi flórabirodalmat (Holarktisz) és az óvilági trópusok flórabirodalmát (Afrotropisz) két-két önálló birodalomra választották szét (utóbbi tagolás a hagyományos növényföldrajzban is mind általánosabb).

## Éghajlati övek növényzete
- Sarkvidék növényzete
  - erdős tundra növényzete
  - tundra növényzete

- Mérsékelt öv növényzete
  - Mérsékelt övi füves puszták növényzete
  - Mérsékelt övi lombos erdők növényzete
  - Mérsékelt övi tűlevelű erdők növényzete

- Szubtrópusi öv növényzete
  - Esős nyarú szubtrópusok növényzete
  - Esős telű szubtrópusok növényzete
  - Állandóan száraz szubtrópusok növényzete

- Időszakos trópusi esők zónájának növényzete
  - Zárt lombhullató trópusi erdők növényzete
  - Szavannák növényzete
  - Időszakos trópusi esők növényzete

- Trópusi esőerdő növényzete
  - Trópusi síkvidéki esőerdők növényzete
  - Trópusi hegységek növényzete
  - Trópusi tengerpartok növényzete

III. Areálgeográfia (chorológia):
- ábrázolja az egyes fajok és növénytársulások elterjedési területeit,
- vizsgálja a fajok elterjedésének törvényszerűségeit.

IV. A fejlődéstörténeti vagy genetikai növényföldrajz azt vizsgálja, milyen volt, hogyan változott a növényzet a földtörténet különböző korszakaiban.
V. A vegetációt részletesen, az asszociációk, szubasszociációk szintjéig a növénytársulástan (fitocönológia) írja le.
VI. A populációdinamika a populációk viselkedésének törvényszerűségeit vizsgálja (részben statisztikai módszerekkel). Oknyomozó jellege miatt az ökológiához közelít.

## Lásd még
- Növénytársulástan
- Állatföldrajz
- Állattársulástan
- Biom